# Ignaz Zadek
Ignaz Zadek (født 14. februar 1858, død 17. juli 1931) var en tysk læge, der aktivt var medlem af socialdemokratiet i Berlin. Fra 1891 var han medlem af bystyret i Berlin. Året efter blev han formand for Sanitetsarbejder-kommissionen i Berlin, og senere udgiver af Sundhedsarbejder-biblioteket. I 1913 var han med til at stifte foreningen af socialdemokratiske læger. Han var bror til Regina Bernstein.